# Anna Anni
Anna Anni (* 21. November 1926 in Marradi; † 1. Januar 2011 in Florenz) war eine italienische Kostümbildnerin. Sie arbeitete für Film, Fernsehen, Theater und Ballett.

## Leben

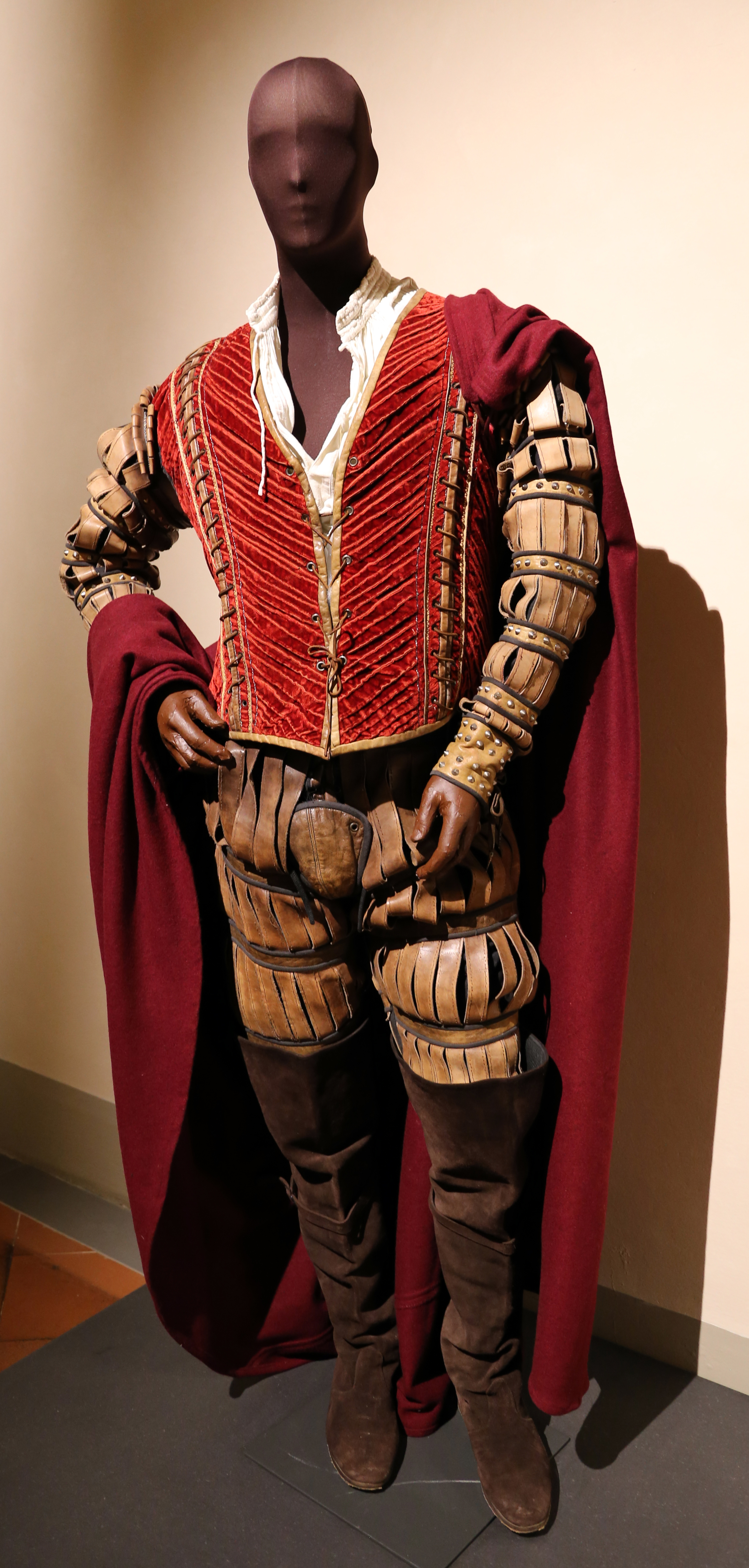
Kostüm für Otello von Zeffirelli, getragen von Placido Domingo, 1986

Anna Anni studierte Kunst am Istituto d’Arte in Florenz. Zunächst wollte sie Malerin werden, bemalte Keramik, Spielwaren und Stoffe. Dann wandte sie sich dem Theater zu. Sie debütierte 1953 als Kostümbildnerin, als sie die Darsteller der Komödien Volpone von Ben Jonson und La locandiera von Carlo Goldoni ausstattete. In beiden Fällen führte Orson Welles Regie.
1956 arbeitete Anni bei der Kostümgestaltung für die Oper Turandot erstmals mit Regisseur Franco Zeffirelli zusammen. Sie blieben bis zu Annis Tod beruflich und freundschaftlich verbunden. Von 1966 bis 1989 war Anni Kostümbildnerin am Florentiner Opernhaus Teatro Comunale di Firenze, beginnend mit der Aufführung von Verdis Luisa Miller. Sie arbeitete mit Regisseuren wie Mauro Bolognini, Raymond Rouleau und Sandro Sequi.
Ab den 1980er Jahren übernahm Anni die Kostümgestaltung bei Zeffirellis Opern-Verfilmungen wie Cavalleria rusticana, Pagliacci, Otello und Don Carlo. Für das Kostümdesign von Otello wurden 1987 Anni und Maurizio Millenotti mit einer Oscarnominierung ausgezeichnet. Für den Film Giselle – Dancers (1987) von Herbert Ross entwarf sie die Kostüme für die Ballet-Szenen. Später folgten Spielfilme wie Tee mit Mussolini (1999) und Callas Forever (2002), bei denen ebenfalls Zeffirelli Regie führte. Sie arbeiteten außerdem bei zahlreichen Opernaufführungen in der Arena von Verona zusammen. Hier designte Anni Kostüme für Carmen (1995–2010)  und Aida (2002–2010).
1995 war Anni als Kostümbildnerin bei der Aufführung von Carmen für die Metropolitan Opera in New York City tätig und zwei Jahre später bei der Aufführung von Aida im Nationaltheater in Tokio.
Mit Regisseur Beppe Menegatti und seiner Frau Carla Fracci arbeitete Anni an Aufführungen von mehr als 20 Balletts. Dazu gehörten Stücke wie Coppélia, Giselle, Il fiore di pietra und Hommages romantiques. Anni gestaltete auch Kostüme für Opern, bei denen Menegatti Regie führte, wie L’equivoco stravagante von Gioachino Rossini und  Vincenzo Bellinis La sonnambula.
Anni war bekannt dafür, dass sie bei der Kostümgestaltung viel Wert auf Details und historische Authentizität legte. Bekannte Opernsänger wie Maria Callas, Montserrat Caballé und Luciano Pavarotti trugen ihre Kostüme. Arbeiten von ihr wurden 2006 in der Galleria d’Arte Moderna des Palazzo Pitti ausgestellt. 2011 fand eine Gedächtnisausstellung mit Zeichnungen und Kostümen im Teatro Comunale di Firenze statt, für das Anni viele Jahre tätig war.
Anni starb mit 84 Jahren in Florenz.

## Filmografie
- 1955: Il padrone sono me
- 1982: Cavalleria rusticana
- 1982: Der Bajazzo (Pagliacci)
- 1986: Otello
- 1987: Giselle – Dancers (Dancers)
- 1990: Don Giovanni
- 1992: Don Carlo
- 1997: Carmen
- 1999: Tee mit Mussolini (Tea with Mussolini)
- 2000: Don Giovanni
- 2002: Callas Forever
- 2003: Carmen
- 2009: The Metropolitan Opera HD Live (Fernsehserie, 1 Folge)

## Auszeichnungen (Auswahl)
- 1987: Nominierung für Oscar in der Kategorie Bestes Kostümdesign (Otello)
- 1987: Nominierung für David di Donatello Award in der Kategorie Bestes Kostümdesign (Otello)
- 2000: Nominierung für BAFTA Award in der Kategorie Bestes Kostümdesign (Tee mit Mussolini)[7]
- 2003: Nominierung für Goya in der Kategorie Beste Kostüme (Callas Forever)